# Wi-Fi Alliance

Logo Wi-Fi.

La Wi-Fi Alliance è un'organizzazione nata nel 1999 e formata da alcune industrie capo nel settore con lo scopo di guidare l'adozione di un unico standard per la banda larga senza fili nel mondo. È inoltre il proprietario del trademark Wi-Fi.
È membro dell'Istituto europeo per le norme di telecomunicazione (ETSI).

## Tipi di certificazione
La Wi-Fi Alliance fornisce test di certificazione a due livelli:
Obbligatori:
- Core MAC/PHY interoperabilità su 802.11a, 802.11b, 802.11g, and 802.11n. (at least one)
- Sicurezza di tipo Wi-Fi Protected Access 2 (WPA2),[3] che si allinea con lo standard IEEE 802.11i. WPA2 che è disponibile in 2 versioni: WPA2-Personal per uso privato, e WPA2 Enterprise ad uso aziendale, che aggiunge l'autenticazione EAP.

Opzionali:
- Test corrispondenti agli standard IEEE 802.11h e 802.11d.
- WMM Quality of Service,[4] based upon a subset of IEEE 802.11e.
- WMM Power Save,[5] based upon APSD within IEEE 802.11e
- Wi-Fi Protected Setup,[6] una specifica sviluppata per semplificare il processo di impostazione e abilitazione delle protezioni di sicurezza per piccoli uffici e reti Wi-Fi private.
- Application Specific Device (ASD), per dispositivi senza fili diversi dagli Access Point e Station per specifiche applicazioni, come lettori DVD, proiettori, stampanti, etc.
- Converged Wireless Group–Radio Frequency (CWG-RF,offerta insieme a CTIA),per fornire prestazioni di mappatura via Wi-Fi e onde radio cellulari in dispositivi convergenti.
- Passpoint/Hotspot 2.0[7]